# Elementhunters
Element Hunters (яп. エレメントハンター Эрэмэнто Ханта, 엘리먼트 헌터 Елимонты Хонто) Охотники за элементами — аниме-сериал совместно японо-корейского производства, созданный студиями NHK Enterprises (Япония) и Heewon Entertainment (Южная Корея). Транслировался по телеканалу NHK с 4 июля 2009 года по 27 марта 2010 года. Всего выпущено 39 серий аниме. Параллельно японским издательством Shueisha начала выпускаться манга в журнале V-Jump. Также компания Bandai выпустила игру по мотивам аниме для Nintendo DS 22 октября 2009 года в Японии. Сериал также был дублирован на испанском языке и транслировался в Испании.

## Сюжет
2029 год, внезапно из Земли стали исчезать важные элементы, такие, как кислород, углерод, золото, молибден и кобальт. Это привело к катастрофе окружающей среды, разрушению городов, зданий и даже целых стран. Исследователи обнаружили, что виновниками исчезновений элементов является планета — Нега, расположенная в 11-м измерении. Единственная надежда на спасение Земли — 3 японских подростка, которые могут перемещаться в другое пространство и сражаться с монстрами, известными, как «Кью-Эксес», возвращая таким образом утраченные элементы. Параллельно главные герои должны справляться с собственными проблемами: Рэн, Киара и Хоми учатся в средней школе и объединяются, чтобы стать «охотниками за элементами». Им будут помогать Профессор Аймээ Карр и Юно, чтобы спасти планету.

## Список персонажей
Рэн Карас (レン・カラス Рэн Карасу), 렌 카라스
Сэйю: Ютаро Хондзё
Дата рождения: 9 октября 2077 года. Возраст: 12. Главный герой истории, энергичный школьник, который всегда ищет новые приключения. Страдает гиперактивностью, и тяжело осваивает уроки, однако, когда стал новым «охотником элементов», много изучил про химию. Несмотря на то, что не редко Рэн действует раньше, чем подумает, он очень смышлёный парень и находил различные выходы в сражениях. Его родители держат собственный ресторан, а дед располагает тесными связями с профессором Карр. Хотя он был избран вице-председателем, чтобы помочь Киаре, он много спорит с ней.
Киара Ферина (キアラ・フィリーナ Киара Фирина) 키아라 피리나
Сэйю: Ацуко Эномото
Дата рождения: 8 апреля 2077 года. Возраст 12 лет. Одна из главных героинь истории. Умная и серьёзная девушка, дружит с Рэном и Хоми. Благодаря своей целеустремлённости и трудолюбию, стала в молодом возрасте председателем. Киара живёт с отцом и занимается уборкой по дому. Её родители всё ещё не разведены, так мать порой встречается с мужем и дочерью. Считает себя лидером земной команды и из-за этого ссорится с Рэном. Позже начинает питать любовные чувства к Родни.
Хоми Нанди (ホミ・ナンディ) 호미 난디
Сэйю: Хоко Кувасима
Дата рождения: 10 апреля 2077 года. Возраст: 11 лет. Самый младший и умный в команде. Книжный червь. До встречи с Рэном и Киарой был одиноким. В команде играет роль стратега. У Хоми очень слабое здоровье из-за сердечного заболевания. После спасения собаки, сближается с главными героями. В детстве был усыновлён пожилой парой. Сейчас живёт с бабушкой. Позже узнаёт, что наряду с Ханной был создан в рамках государственного проекта, таким образом Ханна фактически его биологическая сестра.
Али Коннали (アリー・コナリー Ари Конали)아리 코넬리
Сэйю: Санаэ Кобаяси
Бывший лидер команды колонии. Родом из Египта. После катастрофы на Земле все думали, что она погибла, но на самом деле выжила и присоединилась к профессору Карр на Земле. Плохо готовит, так Рэн упал в обморок, попробовав её пищу. В хороших отношениях с Юноной.
Доктор Эйми Карр (エイミー・カー博士 Эйми ка Хакасэ) 에이미 카 박사
Сэйю: Рин Мидзухара
Она умерла, но её сознание было перенесено в цифровой формат, так она появляется в виде цифровой голограммы. Убеждена, что главные герои являются ключом к спасению Земли. Злится, когда Рэн называет её старой. Когда Карр было 5 лет, она прокричала во всю силу, что хочет, чтобы «всё на Земле исчезло», таким образом вызвав монстров из 11 измерения, и является главной причиной сего хаоса на Земле. Если бы Карр не умерла, то ей было бы уже 67 лет.
Юно (ユノ Юно) 유노
Сэйю: Сара Накаяма
Служит Карр. Она андроид и предупреждает о присутствии монстров на Земле. Постоянно работает над усовершенствованием своей личности. Когда главные герои попали в ловушку в планете-Неге, Юно жертвуя собой расплавилась в железо, успев сказать, как выбраться оттуда. В конце истории видно, как она стоит на вершине горы и улыбается.
Родни Форд (ロドニー・フォード Родони Фодо) 로드니 포드
Сэйю: Нодзому Сасаки
Член команды колонии, он из богатой семьи политиков, хотя не гордится своими связями. Его отец пытается с помощью сына давить на охотников за элементами, однако Родни стремится самостоятельно принимать решения. Был расстроен, когда Ханна была назначена в качестве лидера и не доверяет ей. Часто выступает против того, чтобы Киара прибегала к опасным заданиям, в страхе, что она будет ранена.
Том Бенсон (トム・ベンソン Тому Бэнсон) 톰 벤슨
Сэйю: Акио Суяма
Сторонний член команды колонии. Имеет странное чувство юмора. Самый первый, кто согласился с земной командой. Собирает камни на Неге и даёт им названия. Влюблён в Ханну, но та сначала избегала его, считая, что у Тома дурные манеры. Работал в отделе исследований в космической Колонии и развитых транспортных средств, изучая Негу.
Ханна Уэбер (ハンナ・ウェーバー Ханна Вэба), 한나 웨버
Сэйю: Риэ Ямагути
Руководитель команды колонии. Широко известна. Хотя со стороны кажется непринуждённой и весёлой девушкой, она эгоистична и предпочитает быть в одиночестве. Несмотря на то, что она уже в детстве стала звездой, над ней насмехались, зная, что она была создала в рамках государственного проекта. Позже обнаруживает, что Хоми является её биологическим братом, в частности у них одинаковая форма ушей.
Дан Карас (яп. ダン・カラス Дан Карасу), 댄 카라스
Сэйю: Рикия Кояма
Отец Рэна и хозяин семейного ресторана Дэн-Дэн. После того, как Дан оказался в месте, где внезапно исчез элемент, он провалился в яму, сломав обе ноги.
Анн Карас (яп. アン・カラス Ан Карасу), 앤 카라스
Мать Рэна. Верит, что Рэн и Киара питают друг к другу любовные чувства, хотя они решительно отрицают это. Рэн сильно боится собственную мать.
Роберто Ферина (яп. ロベルト・フィリーナ Робэруто Фирина), 로베르토 피리나
Отец Киары. Непринуждённый и легкомысленный человек. Несмотря на это, преисполнен сильным моральным мужеством и не стыдится за содеянное. Часто смотрит телевизионное шоу «Пятый элемент», в котором его жена играет ведущую роль. Любит давать Киаре любовные советы. Утверждает, что хотя он сейчас в сложных отношениях с женой, они всё ещё заботятся друг о друге.
Наоми Ферина (яп. 奈緒美・フィリーナ Наоми Фирина), 나오미 피리나
Мать Киары. Играет ведущую роль в телевизионном сэнтай-шоу «Пятый элемент». Переживает за Киару и очень ласковая со своим мужем. Несмотря на то, что живёт отдельно, всё ещё любит Роберто. Позже вместе с Ханной снимается в новом фильме.

## Список серий аниме
| #  | Название                                     | Дата выхода в Японии | Дата выхода в Южной Корее |
| -- | -------------------------------------------- | -------------------- | ------------------------- |
| 1  | To a Different World                         | 4 июля, 2009         | 14 ноября, 2009           |
| 2  | Divide the unexpected!                       | 11 июля, 2009        | 21 ноября, 2009           |
| 3  | Their recrystallization me!                  | 18 июля, 2009        | 28 ноября, 2009           |
| 4  | Explosion of burning love!                   | 25 июля, 2009        | 5 декабря, 2009           |
| 5  | Boiling Chiara!                              | 1 августа, 2009      | 12 декабря, 2009          |
| 6  | Kokoro no positive reaction                  | 8 августа, 2009      | 19 декабря, 2009          |
| 7  | Storage in the dark matter                   | 22 августа, 2009     | 26 декабря, 2009          |
| 8  | Thermal conductivity Pride!                  | 29 августа, 2009     | 2 января, 2010            |
| 9  | Prepared for isolation                       | 5 сентября, 2009     | 9 января, 2010            |
| 10 | October: One Man Superfluid Universe!        | 12 сентября, 2009    | 16 января, 2010           |
| 11 | Directive Join Kizuna!                       | 19 сентября, 2009    | 23 января, 2010           |
| 12 | Curiosity About the Collapse                 | 26 сентября, 2009    | 30 января, 2010           |
| 13 | Call Singularity Destruction                 | 3 октября, 2009      | 6 февраля, 2010           |
| 14 | Free fall of fate                            | 10 октября, 2009     | 20 февраля, 2010          |
| 15 | Fire in the Heart!                           | 17 октября, 2009     | 27 февраля, 2010          |
| 16 | Low pressure Leader                          | 24 октября, 2009     | 6 марта, 2010             |
| 17 | The Day we Closely Saw Symbiosis             | 31 октября, 2009     | 13 марта, 2010            |
| 18 | Sunset on the Third Planet                   | 7 ноября, 2009       | 20 марта, 2010            |
| 19 | The Autonomous Mineral is Here!              | 14 ноября, 2009      | 27 марта, 2010            |
| 20 | Mysterious Mimicry Object                    | 21 ноября, 2009      | 3 апреля, 2010            |
| 21 | Unknown Threat! Metallic Lifeform            | 29 ноября, 2009      | 10 апреля, 2010           |
| 22 | The Manipulated Atomic Bonding               | 6 декабря, 2009      | 1 мая, 2010               |
| 23 | Titanium Gone! Dreams, Don’t Disappear       | 13 декабря, 2009     | 8 мая, 2010               |
| 24 | The Accelerating Elemental Dematerialization | 20 декабря, 2009     | 15 мая, 2010              |
| 25 | First Contact                                | 27 декабря, 2009     | 22 мая, 2010              |
| 26 | Deep Memory Diver                            | 10 января, 2010      | 29 мая, 2010              |
| 27 | A Gift From the External Braneworld          | 17 января, 2010      | 5 июня, 2010              |
| 28 | The Shapeshifting Magmatic Lifeform          | 24 января, 2010      | 12 июня, 2010             |
| 29 | The Turning Point to Resolution              | 31 января, 2010      | 19 июня, 2010             |
| 30 | A Sprite’s Blizzard                          | 7 февраля, 2010      | 26 июня, 2010             |
| 31 | The Unforgivable Experiment Results          | 14 февраля, 2010     | 3 июля, 2010              |
| 32 | Into the Mantle! The Subsurface Challenge    | 21 февраля, 2010     | 10 июля, 2010             |
| 33 | Impossible Return-The Future with no Option  | 28 февраля, 2010     | 17 июля, 2010             |
| 34 | Carr’s Decision! The Advent Upon Colony      | 7 марта, 2010        | 24 иля, 2010              |
| 35 | An Android’s Dream                           | 14 марта, 2010       | 31 июля, 2010             |
| 36 | A Miracle Beyond Time and Space              | 20 марта, 2010       | 7 августа, 2010           |
| 37 | Tomorrow, to the Eleventh Dimension!         | 20 марта, 2010       | 14 августа, 2010          |
| 38 | The Information Energy of Destruction        | 27 марта, 2010       | 21 августа, 2010          |
| 39 | The Qualia Towards The Future                | 27 марта, 2010       | 28 августа, 2010          |

## Музыка
Открытие
- First Pain — исполняет: Тиаки Исикава (японская версия), Сондок Иои (корейская версия)

Концовка
- H-He-Li-Be ~The magical spell — исполняет: Каккии и Ас Потато (японская версия), Миджим Ким, Намкю Вон, Тэвок Ли и Кёунгшон Джу (корейская версия)